# Thomas Jessell
Thomas Michael Jessell (* 2. August 1951 in London; † 28. April 2019) war ein britischer Entwicklungs- und Neurobiologe am Kavli Institute for Brain Science an der Columbia University in New York City.

## Leben
Jessell erwarb am Chelsea College der University of London einen Abschluss in Pharmakologie und 1977 an der britischen University of Cambridge einen Ph.D. in Neuropharmakologie mit einer Arbeit über die Substanz P. Als Postdoktorand arbeitete er unter anderem bei Gerald Fischbach an der Harvard Medical School. 1981 erhielt Jessell eine erste Professur (Assistant Professor) für Neurobiologie an der Harvard University in Cambridge, Massachusetts. Dort war er unter anderem Doktorvater von Thomas Reardon. Ab 1985 war er Professor an der Columbia University in New York City und forschte dort zusätzlich für das Howard Hughes Medical Institute (HHMI).

## Wirken
Jessells Forschungen revolutionierten das Verständnis von der Entwicklung des zentralen Nervensystems von Vertebraten auf molekularer Ebene. Er konnte zeigen, wie Zellen in verschiedenen Teilen des Embryos auf eine bestimmte Position im Körper festgelegt werden und wie sich die dann als Nervenzellen festgelegten Zellen je nach Position unterschiedlich verhalten. Damit trug er wesentlich zur Aufklärung der Entstehung schwerer angeborener Fehlbildungen des Gehirns und des Rückenmarks bei. Jessell schlug eine Brücke zwischen Entwicklungsbiologie und Neurobiologie. Er gehörte zu der internationalen Gruppe von Forschern, die die drei Säugetier-Gene identifizierten, die für Proteine des Hedgehog-Signalwegs codieren (sonic hedgehog, indian hedgehog und desert hedgehog). 

## Auszeichnungen (Auswahl)
- 1992 Mitgliedschaft in der American Academy of Arts and Sciences[3]
- 1994 NAS Award for Scientific Reviewing[4]
- 1996 Mitglied der Royal Society[5]
- 2001 March of Dimes Prize in Developmental Biology (mit Corey S. Goodman)[6]
- 2002 Ausländisches Mitglied der National Academy of Sciences
- 2003 Pasarow Award in Neuropsychiatry
- 2008 Kavli-Preis für Neurowissenschaften (mit Pasko Rakic und Sten Grillner)[7]
- 2009 Perl-UNC Neuroscience Prize
- 2012 Canada Gairdner International Award[8]
- 2014 Gruber-Preis für Neurowissenschaften[9]
- 2016 Ralph-W.-Gerard-Preis

- Mitglied der European Molecular Biology Organization (EMBO), Ausländisches Mitglied der Norwegischen Akademie der Wissenschaften[10]
- Ehrendoktorate der Universität Umeå (1998) und des University College London (2004)

## Schriften (Auswahl)
- Eric Kandel, James Schwartz, Thomas Jessell: Neurowissenschaften: Eine Einführung. Spektrum Akademischer Verlag 1995. 29. Auflage 2012. ISBN 978-3-8274-2905-6
- Lewis Wolpert, Rosa Beddington, Jeremy Brockes, Thomas Jessell: Entwicklungsbiologie. Spektrum Akademischer Verlag 1999. ISBN 978-3-8274-0494-7
- Lewis Wolpert, Thomas Jessell, Peter Lawrence, Elliot Meyerowitz, Elizabeth Robertson, Jim Smith (Übersetzer A. Held): Principles of Development: Das Original mit Übersetzungshilfen. Spektrum Akademischer Verlag, 3. Auflage 2007. ISBN 978-3-8274-1856-2